# Tournoi de France 1997
Tournoi de France 1997 (phát âm tiếng Pháp: [tuʁ.nwa də fʁɒ̃ːs]; thường được gọi là Le Tournoi) là một giải đấu bóng đá quốc tế được tổ chức tại Pháp vào đầu tháng 6 năm 1997 và là giải đấu khởi động cho World Cup 1998. Bốn đội tuyển quốc gia tham gia vào giải đấu là Brasil, Anh, chủ nhà Pháp, và Ý. Các đội thi đấu với nhau trong một giải đấu vòng tròn một lượt, đội đầu bảng là đội vô địch của giải.

## Diễn biến
Anh là nhà vô địch của giải với sáu điểm có được từ chiến thắng trước Ý và Pháp, và một trận thua trước Brasil. Brasil đứng thứ hai với năm điểm sau một trận thắng và hai trận hòa. Họ hòa 3-3 với Ý trong trận cầu mà tài năng trẻ 22 tuổi Del Piero lập cú đúp, Romário và Ronaldo mỗi người một bàn, cùng hai bàn phản lưới nhà của mỗi đội. Del Piero là vua phá lưới với ba bàn, đứng sau là Romário với hai lần lập công.
Ở phút 21 trận mở màn giữa Pháp và Brasil, Roberto Carlos ghi bàn từ quả đá phạt trực tiếp ở khoảng cách 35 mét. Đây là bàn thắng thường được coi là một trong những bàn thắng đẹp nhất trong lịch sử bóng đá hiện đại.

## Địa điểm
| Nantes                                                  | Montpellier                                   | Paris                                       | Lyon                                        |
| ------------------------------------------------------- | --------------------------------------------- | ------------------------------------------- | ------------------------------------------- |
| Sân vận động Beaujoire                                  | Sân vận động Mosson                           | Sân vận động Công viên các Hoàng tử         | Sân vận động Gerland                        |
| 47°15′20,27″B 1°31′31,35″T / 47,25°B 1,51667°T          | 43°37′19,85″B 3°48′43,28″Đ / 43,61667°B 3,8°Đ | 48°50′29″B 2°15′11″Đ / 48,84139°B 2,25306°Đ | 45°43′26″B 4°49′56″Đ / 45,72389°B 4,83222°Đ |
| Sức chứa: 39.500                                        | Sức chứa: 32.900                              | Sức chứa: 48.875                            | Sức chứa: 34.000                            |
|                                                         |                                               |                                             |                                             |
| ParisLyonNantesMontpellierTournoi de France 1997 (Pháp) |                                               |                                             |                                             |

## Danh sách cầu thủ
Xem Danh sách cầu thủ Tournoi de France 1997

## Bảng xếp hạng
| Đội    | Tr | T | H | B | BT | BB | HS | Đ |
| ------ | -- | - | - | - | -- | -- | -- | - |
| Anh    | 3  | 2 | 0 | 1 | 3  | 1  | +2 | 6 |
| Brasil | 3  | 1 | 2 | 0 | 5  | 4  | +1 | 5 |
| Pháp   | 3  | 0 | 2 | 1 | 3  | 4  | −1 | 2 |
| Ý      | 3  | 0 | 2 | 1 | 5  | 7  | −2 | 2 |

## Kết quả
| Pháp       | 1–1     | Brasil             |
| ---------- | ------- | ------------------ |
| Keller 55' | Báo cáo | Roberto Carlos 21' |

| Anh                      | 2–0     | Ý |
| ------------------------ | ------- | - |
| Wright 26' · Scholes 43' | Báo cáo |   |

| Pháp | 0–1     | Anh         |
| ---- | ------- | ----------- |
|      | Báo cáo | Shearer 86' |

| Ý                                             | 3–3     | Brasil                                          |
| --------------------------------------------- | ------- | ----------------------------------------------- |
| Del Piero 6', 61' (ph.đ.) · Aldair 23' (l.n.) | Báo cáo | Lombardo 35' (l.n.) · Ronaldo 70' · Romário 84' |

| Anh | 0–1     | Brasil      |
| --- | ------- | ----------- |
|     | Báo cáo | Romário 61' |

| Pháp                       | 2–2     | Ý                                     |
| -------------------------- | ------- | ------------------------------------- |
| Zidane 12' · Djorkaeff 73' | Báo cáo | Casiraghi 61' · Del Piero 89' (ph.đ.) |

## Danh sách ghi bàn
3 bàn
- Alessandro Del Piero

2 bàn
- Romário

1 bàn
- Alan Shearer
- Ian Wright
- Paul Scholes
- Roberto Carlos
- Ronaldo
- Marc Keller
- Youri Djorkaeff
- Zinédine Zidane
- Pierluigi Casiraghi

Phản lưới nhà
- Aldair (gặp Ý)
- Attilio Lombardo (gặp Brasil)